# The Will
The Will é um filme mudo britânico de 1921, do gênero drama, dirigido por A.V. Bramble e estrelado por Milton Rosmer, Evangeline Hilliard e Anthony Holles. Foi baseado na peça The Will (1914), de James Matthew Barrie.

## Elenco
- Milton Rosmer - Philip Ross
- Evangeline Hilliard - Emily Ross
- Anthony Holles - Charles Ross
- J. Fisher White - Sr. Devises
- Alec Fraser - Robert Devises
- Reginald Bach - Lord Chelsea
- Mary Brough - Bessie